# Gavriel David Rosenfeld
Pour les articles homonymes, voir Rosenfeld.
 (février 2020).
Si vous disposez d'ouvrages ou d'articles de référence ou si vous connaissez des sites web de qualité traitant du thème abordé ici, merci de compléter l'article en donnant les références utiles à sa vérifiabilité et en les liant à la section « Notes et références ».
Gavriel D. Rosenfeld, né le 5 septembre 1967  à Providence (Rhode Island), est professeur d'histoire et directeur du programme de premier cycle en études judaïques à l'université Fairfield (en).

## Formation et carrière universitaire
Il est diplômé de la Bloomington High School South (en) en 1985 et obtient une licence d'histoire et d'études judaïques de l'université Brown en 1989. Après une année d'études à l'université Louis-et-Maximilien de Munich à Munich (1989–90), il obtient son doctorat d'histoire à l'université de Californie à Los Angeles en 1996. Depuis 2000, il enseigne à l'université Fairfield où il propose divers cours en histoire moderne européenne. 

## Recherches scientifiques
Il s'intéresse à l'histoire et à la mémoire de l'Allemagne nazie et de l'Holocauste. Il est un collaborateur régulier du journal The Forward et a également publié des essais et des tribunes dans The Washington Post, The San Francisco Chronicle et The Hartford Courant.

## Ouvrages
- What Ifs of Jewish History : From Abraham to Zionism. Editor: Gavriel D. Rosenfeld, Fairfield University, Connecticut, 2016
- Hi Hitler! How the Nazi Past is Being Normalized in Contemporary Culture, Cambridge University Press, 2015.
- Building after Auschwitz: Jewish Architecture and the Memory of the Holocaust, New Haven: Yale University Press, 2011.
- The World Hitler Never Made: Alternate History and the Memory of Nazism, Cambridge, UK: Cambridge University Press, 2005.
- Munich and Memory: Architecture, Monuments and the Legacy of the Third Reich, Berkeley: University of California Press, 2000.
- Beyond Berlin: Twelve German Cities Confront the Nazi Past], avec Paul B. Jaskot, Ann Arbor: University of Michigan Press, 2008.
- (en) Fascism in America, 2023 (ISBN 978-1009337434).